# Пагани Зонда
Пагани Зонда е спортен автомобил със средноразположен двигател, произвеждан от Пагани от 1999 година в Италия. Годишно се произвеждат 17 – 19 автомобила от този модел. Към юни 2009 година са проиведени 106 коли, някои от които тестови, като версиите са две: двуместно купе и роудстър. Конструкцията на автомобилите е предимно от карбонови нишки. Някои от по-ранните конструкции са направени от шампиона във Формула 1 Хуан Мануел Фанджо. Първоначално автомобилите е трябвало да бъдат наречени „Фанджо Ф1“, но след смъртта му през 1995 година са преименувани на Зонда, което е местното название на вятъра фьон в Аржентина – „viento sonda“.

## Зонда C12 (1999)
Зонда C12 дебютира на автомобилното изложение в Женева през 1999 година. Автомобилът е задвижван от тунингована версия на дванадесетцилиндровия V-образен двигател Мерцедес-Бенц M120 с обем 5987 cm3, мощност 408 к.с. и максимална скорост 332 km/ч.
Произведени са само пет броя от оригиналните Зонди с 5987-кубиков двигател, въпреки това продажбите продължават до 2002 година, когато се появява Пагани Зонда C12S със 7.3-литров двигател. Една от тях е използвана за краш тестове, а друга за изложения и демонстрации как се кара колата. Останалите три са доставени на клиенти през следващите три години, на цена от 320.000 долара.
C12 може да ускори от 0 до 100 km/ч за 4,2 секунди, а до 160 km/ч за 8,2 сек. Пробегът на четвърт миля (402 m) отнема 12,1 секунди, като на финала скоростта достига 200 km/ч. Страничното ускорение е 0,93 g, а колата намалява от 100 до 0 km/ч за 34 метра.

## Зонда C12 S (2000)
Зонда C12 S използва тунингован от AMG двигател на Мерцедес с обем 7010 cm3 и 550 конски сили. Тя ускорява от 0 до 100 km/ч за 3,7 сек, а до 160 km/ч за 7,5 сек. Страничното ускорение е 1,18 g. Зонда C12 S е i 10 кг по-лека от нормалната Зонда C12, тя може да достигне максимална скорост от 336 km/ч, а цената ѝ е 350.000 $.
C12 S се отличава с цилиндрична форма на носа, подгъви в задните части за подобряване на аеродинамиката и нови олекотени арматурно табло и изпускателна система. Произведени са само петнадесет броя от Зонда C12 S със 7.0-литров двигател.

## Зонда C12 S 7.3 (2002)
През 2002 година Зонда C12 S 7.3 е обурудвана с още по-голям дванадесетцилиндров двигател и по-голяма кубатура от 7291 cm3. Двигателят е на Мерцедес; отново е тунингован от AMG, като е добавен и тракшън контрол, който да се справя с 555-те конски сили. Автомобилът ускорява от 0 до 100 km/ч за 3,7 сек и има максимална скорост между 319 и 350 km/ч, в зависимост от аеродинамичните настройки. Максмималната скорост, с която колата може да се движи стабилно по пътя, е 319 km/ч (настройките за стабилно управление увеличават притискането към пътя, но също така и коефициента на челно съпротивление). Британското списание EVO поставя под съмнение обявената от Пагани максимална скорост от 350 km/ч, след като при тест на германска магистрала са достигнати само 317 km/ч, въпреки че според списанието при теста са били демонтирани някои от частите на автомобила, водещи до увеличаване на съпротивлението.

## Зонда GR (2003)
Работата по Зонда GR започва през декември 2002 година. До този момент Зонда е на пазара от почти четири години, но все още не участва в никои от известните състезания за GT автомобили. За сезон 2003 правилата на GT-сериите разрешават употребата на шасита от карбонови нишки но Хорасио Пагани не стартира заводска програма за участие в тях, а продава правата разработване, изграждане и продажба на състезателни версии на Зонда на Том Уинкарт, Тойн Хеземанс и Паул Кумпен (собственици съответно на „American Viperacing“, „Carsport Holland“ и „GLPK“) За целта тримата създават нова компания „Carsport Zonda“, базирана в Модена.
Зонда GR е направена на базата на Зонда C12 S. Използва същото шаси от карбонови нишки с тръбна конструкция отпред и отзад. Разликата между двата автомобила е в каросерията. При GR тя е включва предни и задни дифузьори, както и жалузи за подобряване на аеродинамиката. Колата е широка 2 метра, в съответствие с правилата на ФИА и АСО. Теглото на автомобила е намалено до 1100 кг. Също така е проектирано и ново окачване. Сложени са нови колела и спирачки. Двигателят е с нов, по-голям радиатор; охладителите за моторно и диференциално масло също са нови. Техническите характеристики на Зонда GR са значително по-добри от тези на шосейния автомобил. GR ускорява от 0 до 100 km/ч за 3,3 сек, а двигателят е с 600 конски сили.
Дебютният сезон на Зонда GR е белязан от редица проблеми. Въпреки че създателите я считат за готова за състезанието, участието ѝ на 24-те часа на Льо Ман през 2003 г. е краткотрайно, тъй като минути след старта повреда в скоростната кутия вади екипа от надпреварата след направени едва десет обиколки. Скоростната кутия се оказва слабото място на Зонда GR и в останалите състезания до края на сезона. През зимата разработката на спортната версия продължава и единствената част, която остава непроменена при автомобила за сезон 2004, е предната подрамка. Скоростната кутия е заменена със създадена специално за състезания кутия на фирмата Xtrac.

## Зонда C12 S Монца (2004)
Зонда C12 S Монца дебютира на автомобилното изложение в Париж през 2004 година. Моделът не е подчинен нито на регулациите на състезателните правилници, нито на изискванията за допускане на автомобили до обществената пътна мрежа. Той е от т.нар. track day тип – автомобили, създадени, за да могат собствениците им да ги управляват на специално организирани за целта състезания на аматьорско ниво (като например Ферари FXX, Мазерати МС12 Корса). Охлаждането на колата е подобрено, променена е и аеродинамиката, поставени са различни спойлер и преден дифузьор. Колата е по-лека, с поликарбонатни странични прозорци. Промененият интериор включва различни педали, волан и седалка, както и засилен ролбар. По-големи спирачки и по-твърдо окачване допринасят за подобрените технически характеристики. Колата достига от 0 до 100 km/ч за 2,7 сек. Единственият екземпляр е произведен по поръчка на клиент от САЩ

## Зонда F (2005)
Зонда C12 F дебютира в Женева през 2005 година. По нея са направени най-много промени в сравнение с предшествениците ѝ, но въпреки това споделя много общи неща с тях. Двигателят е същият 7.3-литров V12, но мощността е с около 40 к.с. повече – 594, а има и специална спортна версия, която разполага с 640 к.с. Според Пагани ускорението до 100 km/ч става за 3,5 секунди, а максималната скорост надвишава 346 km/ч. При този модел има съотношение мощност/тегло от 528 к.с./тон; за сравнение – при Ферари Енцо съотношението е 483 к.с./тон.
Производството на Зонда F е ограничено до 25 автомобила, като нито един от тях не покрива нормите, нужни за разрешение за употреба в САЩ. Автомобилът е кръстен на Хуан Мануел Фанджо. Промените, които се забелязват на пръв поглед са новото разположение на страничните огледала и мигачите, новият дизайн на фаровете за мъгла, новият заден спойлер, повечето на брой аеродинамични части и др. Опционално могат да бъдат поръчани карбонови или керамични спирачки, разработени в сътрудичество с Брембо, джанти от магнезий, изпускателна система от титан и др.
През 2007 г. Clubsport версията подобрява рекорда на конфигурацията Нордшлайфе на Нюрбургринг – 7:27,82, с две десети от секундата по-бързо от Порше Карера GT.
|  |  |

## Зонда Roadster F (2006)
Зонда Роудстър F се появява за първи път на изложението в Женева през 2006 година. Също както при Зонда F производството е ограничено до 25 броя. Автомобилът е подобен на купе версията, но с демонтиращ се покрив от карбонови нишки и брезентови странични завеси. Тази конструкция тежи само 5 kg. Благодарение на напредничава технология, коефициентът на усукване на шасито е запазен нисък като при купе версията без да се увеличава теглото му (при конвенционалният метод то е щяло да бъде увеличено с 35 kg). За сметка на това е подсилена конструкцията на предното стъкло. С тези промени теглото на роудстъра остава същото като на купето.
Clubsport версията е тествана в телевизионното предаване „Топ Гиър“. Времето, за което колата прави обиколка на пистата, е 1:17,8. Това я нарежда на шесто място в класацията на предаването след Бугати Вейрон SS (1:16,8), Гъмперт Аполо Спорт (1:17,1), Аскари А10 (1:17,3), Кьонигсег CCX (1:17,6) и Ноубъл М600 (1:17,7).
През 2006 г. списание Форбс прави класация за най-скъпите автомобили на годината, като Clubsport версията заема второто място с цена от 667.321 долара. Първенец е Бугати Вейрон 16,4, който струва 1.192.057 долара. В споменатия по-горе епизод на Топ Гиър двата модела са тествани заедно, като Зонда е по-бърз при обиколката на пистата, но изостава с почти 2,5 секунди при състезанието на четвърт миля.
|                                                    | \| Пагани Зонда Роудстър F \| \| \| \| \| \| \| |
| Проблеми при слушането на файла? Вижте media help. |                                                 |
| Пагани Зонда Роудстър F                            |                                                 |
|                                                    |                                                 |
|                                                    |                                                 |
|                                                    |                                                 |

| Пагани Зонда Роудстър F |
|                         |
|                         |
|                         |

## Зонда R (2007)
Зонда R е показана за първи път пред публика на Женевското моторно шоу през 2007 година, използвайки 6 литровия V-образен 12-цилиндров двигател взет от състезателната версия Мерцедес-Бенц CLK GTR. Конкуренцията на R се състои от коли с насоченост към пистата като Ферари FXX и Мазерати MC12 Corsa, вместо от обичайните конкуренти на Зонда. Моделът е само пистов и няма разрешение за употреба по обществени пътища. Автомобилът обаче не отговаря и на регулациите на ФИА, затова, подобно на Ферари FFX, може да бъде използван от притежателите си само на специално провеждани за целта пистови мероприятия.
Въпреки че споделя голяма част от формата на Зонда, R е почти изцяло нова разработка, ползвайки само 10% от компонентите на Зонда F. Хорасио Пагани загатва, че моделът е тестово муле за някои части, които ще бъдат използвани при наследника на Зонда и че той с точност отразява някои от характеристиките на наследника. Цената на R е 1.46 милиона долара.
Карбоновото шаси включва купе с ролкейдж и гумен състезателен резервоар с 4 горивни помпи и капачка за бързо презареждане на гориво, подобно на състезателните коли от GT сериите. Ходовата част е удължена с 47 mm, за да се увеличи стабилността. Предните и задните калници са чисто нови, направени специално, за да се пригодят към формата на новото окачване и са изработени от авионал, здрава алуминиева сплав. Облечените със сликове джанти са изковани от магнезий и са с централно захващане. Това, както и монтираните на борда пневматични крикове (както при FXX), позволява бърза смяна на гумите. Колата усеща, показва и записва информация за количеството съпротивление, което се генерира на всяко колело по всяко време. Тази система позволява колата да се настройва според трасето и условията.
В допълнение на удължаването на ходовата част, общата дължина е увеличена с 394 mm, а следата с 50 mm. Каросерията и аеродинамиката са преработени, за да предлагат максимално притискане към пистата и по-добро управление на завоите. За това спомагат по-дългият преден капак, покритието на долната част на автомобила и новият заден надвес с регулируемо задно крило спортен дифузьор. В задната част се забелязва почти пълната липса на панели за сметка на големи вентилационни отвори, за да може двигателят да бъде охлаждан достатъчно дори при максимално натоварване.
Мощността на двигателя е увеличена на 750 конски сили. Добавени са свръхлека карбонова високопроизводителна впръсквателна система, спортен съединител и отделителна система подобна на тази във Формула 1, с керамично покритие за оптимално разсейване на топлината. Двигателят е свързан с шестстепенна напречно монтирана секвенциална скоростна кутия. За направата му са използвани двигатели на AMG и M3 Power.
Оборудването във вътрешността на колата отразява насочеността на колата към спортно управление на пистата вместо към удобно шофиране по шосетата. Седалките са специално изработени да пасват на тялото на конкретния клиент, за да могат да му осигурят комфорт. Както и преди, арматурното табло на Digitek предоставя съществена информация, а сложната телеметрия позволява различни сензори да наблюдават радлични аспекти на колата.
|                                                         | \| Пагани Зонда R на Фестивала на скоростта в Гудууд, 2009 \| \| \| \| \| \| \| |
| Проблеми при слушането на файла? Вижте media help.      |                                                                                 |
| Пагани Зонда R на Фестивала на скоростта в Гудууд, 2009 |                                                                                 |
|                                                         |                                                                                 |
|                                                         |                                                                                 |
|                                                         |                                                                                 |

| Пагани Зонда R на Фестивала на скоростта в Гудууд, 2009 |
|                                                         |
|                                                         |
|                                                         |

## Зонда Cinque (2008)
Последната версия в гамата на Зонда е Cinque, чиято цел е да обедини показателите на Зонда R с удобствата на Зонда F и по този начин да се създаде автомобил за специално провеждани пистови състезания, който да може да се движи и по обществените пътища. Решението да бъде направена е взето след повторна заявка на хонгконгския дилър на Пагани, SPS Automotive Performance. Затова и първоначално версията е трябвало да се нарича Zonda SPS, но впоследствие името е променено на Cinque, което на италиански означава „пет“, колкото са и произведените екземпляри. Всичките са предплатени още преди да бъдат готови, като цената им достига 1 милион паунда.
Колата има нова скоростна кутия с автоматичен съединител, с която смяната на скоростите отнема по-малко от 100 милисекунди, сваляйки ускорението от 0 до 100 km/ч до 3,4 и до 200 km/ч за 9,6 секунди, а максималната скорост надвишава 350 km/ч. За първи път в направата на Зонда освен карбон е използван и титан, допринася за подсилването на здравината на автомобила. Окачването използва магнезиеви и титаниеви компоненти, а двигателната мощност е увеличена до 688 к.с. Подобрената каросерия създава 750 kg земно притискане при 400 km/ч. Cinque е способна да достигне 1.45 g съпротивление при завиване. Автомобилът е в състояние да спре за 2,1 секунди при скорост от 100 km/ч. и за 4,3 секунди, ако се движи с 200 km/ч.
На външен вид Cinque се различава от предшествениците си с по-дълъг преден и нов заден спойлер и допълнителни въздухозаборници за охлаждане на двигателя и задните спирачни дискове.

## Пагани Зонда Cinque Roadster (2009)
Cinque Roadster има характеристики като тези на Cinque купе и има същия или дори по-добър коефициент на усукване като Зонда Roadster F. Цената на автомобила е 1.3 милиона паунда плюс местните данъци. Колата ускорява от 0 до 100 km/ч само за 3,4 сек, а максималната скорост на автомобила е 349 km/ч. Също като при купето, тук също са произведени само пет екземпляра, което превръща двете версии в най-редките Зонди, предвидени за свободна продажба.

## Пагани проект C9
В началота на 2010 г. Хорасио Пагани обявява наследника на модела Зонда, който за момента носи кодовото название С9. Първоначално той ще бъде задвижван от 6.0-литров V12 на AMG с мощност от 690 к.с. Планирано е производство на 40 екземпляра годишно, всеки с цена около 800.000 паунда. If/ijlekrucj Собственикът на фирмата обещава напълно нов автомобил, а не просто подобрена версия на Зонда, като новите части в автомобила са 3770. Шпионските снимки и видеоклипове подкрепят тези думи, като на тях се вижда, че прототипът разполага с по-обла форма, различна предна решетка, ножични врати, нов дизайн на задните светлини и др. В интервю за гръцко автомобилно списание, Пагани разкрива, че замисълът на колата е подобен на Бугати Вейрон, но с тази разлика, че C9 ще бъде с около 800 kg по-лека, за да се постигне едновременно по-висока ефективност, както и по-нисък разход на гориво.

## Специални екземпляри
Пагани произвежда и специални единични бройки на Зонда по поръчка на свои клиенти.

### Зонда Tricolore
Пагани сглобява модела Tricolore по случай петдесетгодишнината на италианския отбор по аеробатика (въздушна акробатика със самолети), наречен Фрече Триколори (Трицветни звезди). Моделът е базиран на Cinque, като карбоновата каросерия е оцветена в синьо и украсена с цветовете на италианското знаме. Под фаровете има две LED светлини, които по формата си напомнят крила на самолет. Тази специална версия струва 1.3 милиона евро.

### Зонда PS
Автомобилът е с шаси на Зонда F и скоростната кутия на C9. Произведен е за английския бизнесмен и автомобилен ентусиаст Питър Сейуел, от чието име всъщност идва съкращението „PS“. Променено е разположението на четирите ауспухни тръби, които сега са подредени в една линия в овална рамка, за разлика от типичната подредба от по две една над друга в кръгла рамка.

### Зонда Uno
Колата е специално създадена за Ана Ал-Тани, член на кралското семейство на Катар, известен с колекцията си от тюркоазени на цвят коли. Автомобилът е направен на базата на Cinque с неговото карбоново-титаново шаси, но използва части и от Зонда R. Той също е с тюркоазен цвят и притежава LED светлини, подобни на тези на Tricolore, а другите уникални елементи са затъмнените задни светлини и ауспуха, при който четирите тръби са по-къси от стандартните.

### Зонда HH
Зонда НН е поредната специално произведена версия на модела. Тя е по поръчка на датския програмист и бизнесмен Дейвид Хайнемайер Хансон, създател на фреймуърка за уеб приложения Ruby on Rails. НН е боядисана в тъмносин цвят и комбинира двигателя на Зонда Cinque и по-голямата част от компонентите на Зонда Roadster F. Тъй като Хансон живее в САЩ, а там този автомобил няма да бъде допуснат до обществените пътища, собственикът специално за случая е купил вила в Италия, където да може да шофира колата си. Преди да бъде обявено кой е поръчал този модел и е известно само, че става въпрос за клиент от САЩ, мнозина спекулират, че съкращението HH идва от името на основателят на списание „Плейбой“ Хю Хефнър.

### Зонда 750
Зонда 750 е друго специално еднократно издание на Зонда, направено за клиент от Близкия изток. Автомобилът е базиран на Зонда Cinque, но разполага с няколко нестандартни детайла като например промененият дизайн на задното стъкло. Моделът е завършен в лилав цвят.

### Зонда RAK
Зонда RAK е поръчана от германския дилър на екзотични автомобили Auto Salon Singen от град Зинген, който възнамерява да я продаде за почти 1.85 милиона евро с включени такси. Автомобилът е направен на базата на Cinque и се отличава с жълто-черния си цвят, черни джанти и салон от черна алкантара с жълти шевове.

### Зонда Absolute
Зонда Absolute е по поръчка на хонгконгски клиент и също е направен на базата на Cinque. Уникалното при тази версия е карбоновият цвят на каросерията, но за разлика от нормалната карбонова шарка, състояща се от по-светли и по-тъмни квадратчета, тук тя се състои от райета. Освен това, по протежение на целия автомобил минава лента с италианското знаме.
== Външни препратки == kamehamehaaa
- Pagani Automobili Архив на оригинала от 2006-12-10 в Wayback Machine.